# Internationaux de Strasbourg 2002 - Doppio
Il doppio del torneo di tennis Internationaux de Strasbourg 2002, facente parte del WTA Tour 2002, ha avuto come vincitrici Jennifer Hopkins e Jelena Kostanić che hanno battuto in finale Caroline Dhenin e Maja Matevžič con il punteggio di 0–6, 6–4, 6–4.

## Teste di serie
1. Lisa Raymond /  Rennae Stubbs (quarti di finale)
2. Jelena Dokić /  Meghann Shaughnessy (quarti di finale)

1. Emmanuelle Gagliardi /  Janet Lee (primo turno)
2. Lisa McShea /  Irina Seljutina (primo turno)

## Tabellone

### Legenda
| - Q = Qualificato - WC = Wild card - LL = Lucky loser | - ALT = Alternate - SE = Special Exempt - PR = Protected Ranking | - w/o = Walkover - r = Ritirato - d = Squalificato |